# 瓜迪斯主教座堂

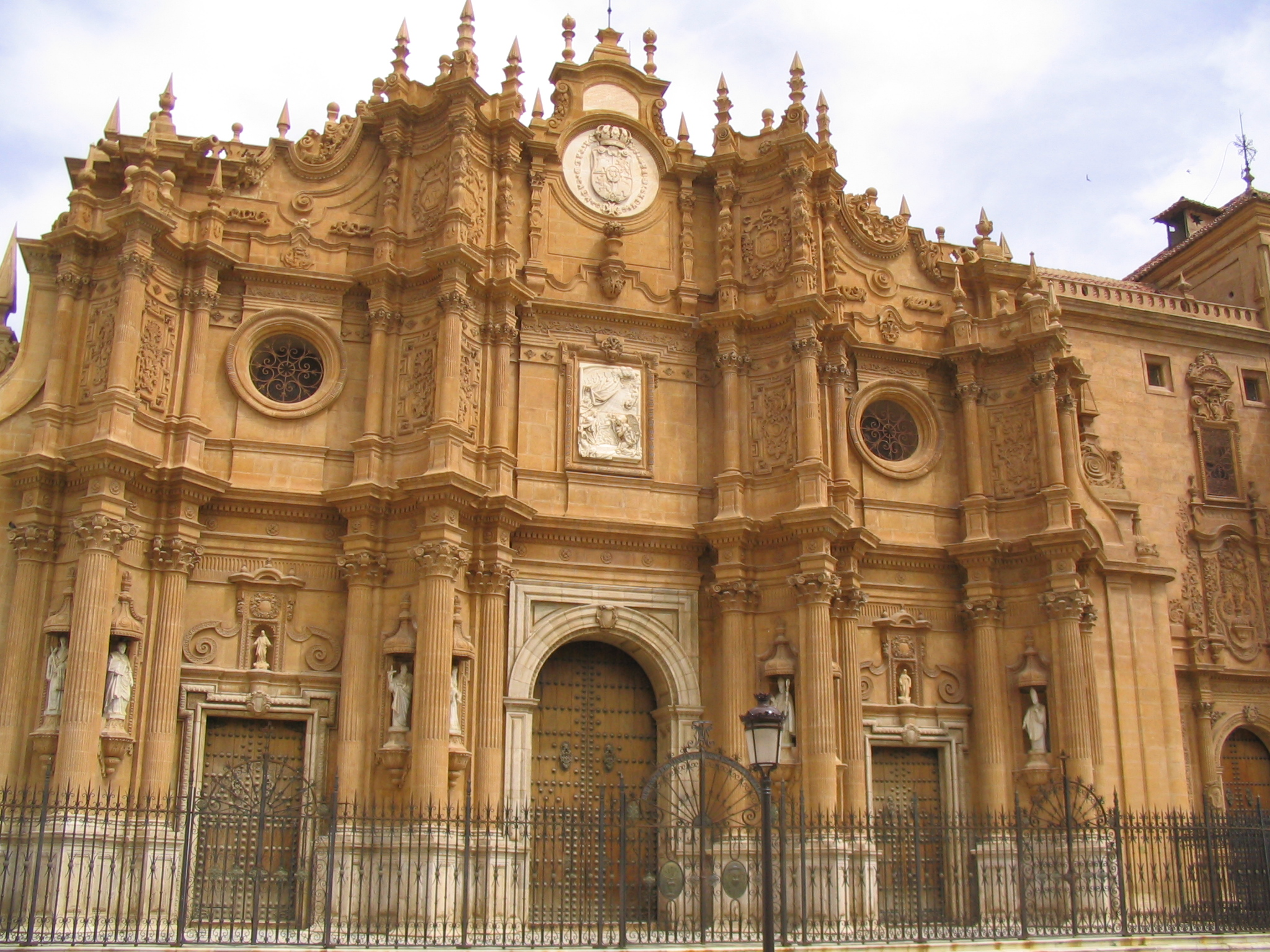

瓜迪斯主教座堂（Guadix Cathedral）是位於西班牙城市瓜迪斯的一座羅馬天主教的教堂。瓜迪斯主教座堂始建於16世紀，在18世紀中期竣工。瓜迪斯主教座堂是一座巴洛克式建築。
37°18′04″N 3°08′11″W / 37.3012464°N 3.13626°W